# Dravska banovina
Dravska banovina je bila banovina (provincija, reglija) Kraljevine Jugoslavije od 1929. do 1941. godine. Banovina se većinom nalazila na području današnje Slovenije i dobila je ime po rijeci Dravi. Administrativno sjedište Banovine je bilo u Ljubljani. Dravska banovina je oformljena po uvođenju diktature i objavljivanja Proklamacije kralja Aleksandra I. Karađorđevića "Mom dragom narodu" kojom je Kraljevina podijeljena na devet banovina.
1941. godine, u Drugom svjetskom ratu, Sile Osovine su okupirale Dravsku banovinu i podijelile je između Nacističke Njemačke, fašističke Italije i Mađarske. Nakon završetka Drugog svjetskog rata, području je dodan prijeratni talijanski teritorij Julijska krajina, te su zajedno sačinjavali današnju Sloveniju. To područje je, kao Socijalistička Republika Slovenija pripalo Socijalističkoj Federativnoj Republici Jugoslaviji.